# Rivière Landrienne
Rivière Landrienne är ett vattendrag i Kanada.   Det ligger i provinsen Québec, i den sydöstra delen av landet, 400 km nordväst om huvudstaden Ottawa.
Omgivningarna runt Rivière Landrienne är en mosaik av jordbruksmark och naturlig växtlighet. Runt Rivière Landrienne är det mycket glesbefolkat, med 5 invånare per kvadratkilometer.